# Суртаныш (озеро)
Суртаныш — бессточное озеро в Кунашакском районе Челябинской области. Площадь поверхности водного зеркала — 1,34 км². Площадь водосборного бассейна — 15,6 км². Высота над уровнем моря — 217 м.

## Этимология
Гидроним имеет тюркское происхождение и переводится как «щучье», так на башкирском суртан означает «щука», а окончание -ыш является словообразовательным аффиксом. Название воспринимается и как древнее мужское имя, связанное с культом рыб.

## Описание
Водоём округлой формы. На восточном берегу расположена одноимённая деревня Суртаныш, на северном — деревня Ибрагимова.
В озере водятся лещ, плотва, карась, щука, ёрш, окунь, карп и сига. По берегам селятся гуси, утки, а также другие перелётные птицы.